# Jamshedji Tata

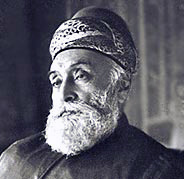
Jamshedji Nasarwanji Tata

Jamshedji Nasarwanji Tata (Gujarati જમશેદજી તાતા; Hindi जमशेदजी टाटा, Jamśedjī Ṭāṭā; * 3. März 1839 in Navsari, Bombay Presidency, Britisch-Indien; † 19. Mai 1904 in Bad Nauheim, Deutschland) gilt als Vater der indischen Industrialisierung.
Jamshedji Tata ist der Gründer der Tata-Gruppe. Er ließ das 1903 fertiggestellte Taj Mahal Hotel in Mumbai (Bombay) bauen. Die indische Stadt Jamshedpur im Bundesstaat Jharkhand wurde nach ihm benannt.
Jamshedji Tata war Parse.

## Jugend
Jamshedji Tata wurde als Sohn von Nusserwanji und Jeevanbai Tata am 3. März 1839 in Navsari, einer Kleinstadt im Süden von Gujarat, geboren. Nusserwanji Tata war der erste Geschäftsmann in einer Familie von parsischen Priestern. Er zog nach Bombay, um dort Handel zu treiben.
Jamshedji zog zu ihm nach Bombay im Alter von 14 Jahren und besuchte das Elphinstone College. Er wurde mit Hirabai Daboo verheiratet, während er noch studierte. Er schloss das College 1858 ab und trat in das Handelsunternehmen seines Vaters ein.

## Geschäftsaktivitäten
Jamshedji arbeitete in der Firma des Vaters bis zu seinem 29. Lebensjahr. Im Jahr 1868 gründete er eine Handelsgesellschaft mit einem Startkapital von 21.000 Rupien. Im Jahr 1869 erwarb er eine bankrotte Ölmühle in Chinchpokli, wandelte sie in eine Baumwollmühle und nannte sie Alexandra Mill. Er verkaufte die Mühle zwei Jahre später mit großem Profit. Danach gründete er 1874 eine Baumwollmühle in Nagpur. Er taufte sie Empress Mill am 1. Januar 1877, als Queen Victoria als Kaiserin (empress) von Indien proklamiert wurde.
Die Zeit nach dem Aufbau der Empress Mill war die bedeutendste Zeit von Jamsetjis Leben. In den nächsten dreißig Jahren bis zu seinem Tod 1904 legte Jamshedji die Grundlagen für die heutige Tata Group als gegenwärtig größte Unternehmensgruppe Indiens.
Er widmete sein Leben dem Ziel, drei seiner Schlüsselideen zu verwirklichen: Die Gründung 1. eines Eisen- und Stahlunternehmens, 2. einer Institution für das Lernen auf Weltklasseniveau und 3. eines Wasserkraftwerks zur Stromerzeugung. Es gelang ihm nicht, seine drei Ziele zu verwirklichen.
Aber die von ihm gelegten Grundlagen und die harte Arbeit, die seine Nachfolger in die Verwirklichung seiner Ideen steckten, ermöglichte schließlich die Realisierung aller drei Ziele durch die Familie Tata:
- Tata Steel (früher TISCO – Tata Iron and Steel Company Limited) war Asiens erster und ist Indiens größter privater integrierter Eisen- und Stahlkonzern mit einer Produktion von 4 Millionen Tonnen Stahl jährlich.[4]
- Das Indian Institute of Science (IISc), eine hoch angesehene Postgraduierten-Einrichtung für Forschung und Studium in Bangalore, Indien bietet für Postgraduierte und Doktoranden Forschungsprogramme an, wobei über 2000 aktive Forscher in 48 spezialisierten Abteilungen arbeiten.[5]
- Die Tata Power Company Limited ist Indiens größter privater Elektrizitätskonzern mit einer installierten Generatorleistung von über 2300 MW.[6]

Insbesondere taten sich dabei sein ältester Sohn Dorabji Tata hervor, der mit seinem Bruder Ratan Tata (1871–1918) die Leitung nach dem Tod des Vaters 1904 übernahm.
Zu seinen bemerkenswerten Unternehmungen gehört der Bau des historischen Taj Mahal Hotel im Colabaviertel von Mumbai. Das Hotel wurde am 16. Dezember 1903 fertiggestellt und kostete ca. 421.000.000 Rupien. Er starb während einer Geschäftsreise durch das Deutsche Kaiserreich 1904 im Kurort Bad Nauheim und wurde in Woking, Grafschaft Surrey beerdigt.

## Verdienste und Leistungen
Das von Jamshedji Tata gegründete Unternehmen, heute bekannt als Tata Group, ist heute die größte Unternehmensgruppe in Indien.
Als er die Empress Mills in Nagpur aufbaute, beschritt er nicht nur neue und fortschrittliche Wege zur Textilherstellung, sondern sorgte auch für gute Arbeitsbedingungen, lange bevor es Gesetze über Arbeitsbedingungen in Indien gab.
Tata war überzeugter indischer Patriot und Nationalist. Er unterhielt Verbindungen mit Aktivisten, die sich damals für das Ende der britischen Kolonialherrschaft über Indien und dessen Unabhängigkeit einsetzten wie Dadabhai Naoroji und Pherozeshah Mehta, von deren Denken er stark beeinflusst war. Er war der Meinung, dass die nationale Unabhängigkeit Indiens einhergehen sollte mit wirtschaftlicher Unabhängigkeit durch eine autarke indische Industrie.

## Biographie
- R. M. Lala: For the Love of India: The Life and Times of Jamsetji Tata (ISBN 0-670-05782-7)

## Sonstiges
- Mark Twain war Gast von Tata, als der Autor Bombay besuchte.
- Jamshedpur, auch bekannt als Tatanagar, eine Stadt in Indien im indischen Bundesstaat Jharkhand, ist nach ihm benannt. Die Tata Group unterhält dort zahlreiche Fabriken, u. a. Tata Steel.
- Jamshedji Tata war 1901 der erste Inder, der ein Automobil besaß.